# Alexandre Boulatovitch
Alexandre Ksaverievitch Boulatovitch (en russe : Алекса́ндр Ксаве́рьевич Булато́вич), né le 26 septembre 1870 et mort le 5 décembre 1919, en religion [père] Antoine (en russe : отец Антоний), est un officier, écrivain et religieux russe, explorateur de l'Éthiopie et l'un des chefs du mouvement imiaslavie au sein de l'Église orthodoxe russe.

## Biographie
Né dans une famille aristocratique d'Orel, Alexandre Boulatovitch étudie au lycée de Tsarskoïe Selo, puis sert parmi les hussards de la Garde impériale.
En 1896, il participe à une mission russe de la Croix-Rouge en Éthiopie. Il fait la connaissance de l'empereur Menelik II d'Éthiopie, dont il devient le conseiller militaire, aidant l'armée éthiopienne dans sa résistance victorieuse à la tentative d'invasion italienne et dans ses guerres avec les tribus du sud de l'Éthiopie. Il est l'un des premiers Européens à fournir une description de la province de Kaffa, et à atteindre le delta de l'Omo. Il donne le nom de l'empereur de Russie Nicolas II à une chaîne de montagnes.
De retour en Russie, il reçoit une médaille d'argent de la Société géographique pour son travail en Éthiopie, ainsi que le grade de poruchik (plus tard rotmistr), et continue son service dans l'armée, à Saint-Pétersbourg. En 1903, après plusieurs entretiens avec Jean de Cronstadt, il démissionne de l'armée et devient moine dans un skite (Skiti Andreou) proche du monastère Saint-Panteleimon, le monastère russe du mont Athos. Il visite l'Éthiopie pour étudier la possibilité d'y implanter un monastère orthodoxe russe. Dans la vie religieuse, il est connu sous le nom de hiéromoine Antoine Boulatovitch.
En 1907, après avoir lu Dans les montagnes du Caucase, du moine Ilarion, il devient l'un des chefs de fille du mouvement imiaslavie au sein de l'Église orthodoxe russe. Quand le mouvement est déclaré hérétique par le Saint-Synode, et dispersé par l'armée en 1913, Boulatovitch plaide la cause des moines à Saint-Pétersbourg. Il continue à lutter pour la reconnaissance de ce mouvement, publiant plusieurs ouvrages théologiques et obtenant un entretien avec le tsar, lors duquel il obtient la réhabilitation des moines qui avaient adhéré au mouvement ; ils sont autorisés à reprendre leurs fonctions dans l'Église.
Le 28 août 1914, il est autorisé à rejoindre l'armée russe en tant qu'aumônier militaire. Il ne se contente pas de son rôle d'aumônier mais mène plusieurs fois les soldats à l'assaut, ce qui lui vaut de se voir décerner la croix de Saint-Georges.
Après la guerre, il prend part de nouveau au discussions sur l'imiaslavie. En octobre 1918, le Saint-Synode annule l'autorisation pour ceux qui adhèrent à ce mouvement de participer aux offices religieux. En janvier 1919, Antoine Boulatovitch cesse toute relation avec le Saint-Synode est s'installe sur son domaine familial de Lebedinka, où il fonde un skite et mène une vie d'ermite. Dans la nuit du 5 au 6 décembre 1919, il est assassiné dans des circonstances jamais élucidées.